# طواف سيبيو للدراجات 2015
طواف سيبيو للدراجات 2015 (بالإنجليزية: 2015 Sibiu Cycling Tour)‏ هو سباق دراجات هوائية، وهو الموسم رقم 5 من نفس السباق، وأقيم خلال الفترة 1 يوليو 2015، وحتى 5 يوليو 2015، وامتدّ لمسافة 683.6 كيلومتر، وهو أحد سباقات طواف أوروبا للدراجات 2015، وهو من نوع سباق الدراجات، وقد شارك في السباق 107 متسابقاً ووصل إلى نهايته 96 متسابقاً.
فاز فيه بالمركز الأول ماورو فينيتو، وبالمركز الثاني دافيدي ريبلين، وبالمركز الثالث سيرجي تفيتكوف، والفائز حسب ترتيب السرعة روبرت كيسلر، والفريق الفائز في ترتيب الفرق Southeast 2015.

## الفرق
| فرق قارية محترفة (4)- أندروني جوكاتولي-سيدرمك 2015 ‏ - CCC Development Team ‏ - نيبو-فيني فانتيني-يوربا أوفيني ‏ - ساوث إيست 2015 ‏ فرق قارية (12)- بايك أيد 2015 ‏ - D'Amico–UM Tools ‏ - Team Differdange–Geba ‏ - GM Europa Ovini ‏ - Itera–Katusha ‏ - دوكلا بانسكا بيستريتسا ‏ - LKT Team Brandenburg ‏ - Parkhotel Valkenburg CT ‏ - Ringeriks-Kraft ‏ - 0711 Cycling ‏ - Tuşnad Cycling Team ‏ - Trevigiani Phonix–Hemus 1896 ‏ فريق وطني- فريق رومانيا لركوب الدراجات للرجال 2015‏ |  |
| |  |

## الفائزون
| الترتيب       | الفائز          |
| ------------- | --------------- |
| الفائز        | ماورو فينيتو    |
| الثاني        | دافيدي ريبلين   |
| الثالث        | سيرجي تفيتكوف   |
| حسب النقاط    | ماورو فينيتو    |
| تسلق الجبل    | ماورو فينيتو    |
| سباقات السرعة | روبرت كيسلر     |
| أفضل شاب      | جيوفاني كاربوني |
| الفريق        | Southeast       |

## وصلات خارجية
- الموقع الرسمي
- طواف سيبيو للدراجات 2015 على موقع إحصائيات الدراجات الإحترافية (الإنجليزية)